# Fabrizio Falco
Fabrizio Falco (Messina, 20 agosto 1988) è un attore e regista teatrale italiano.

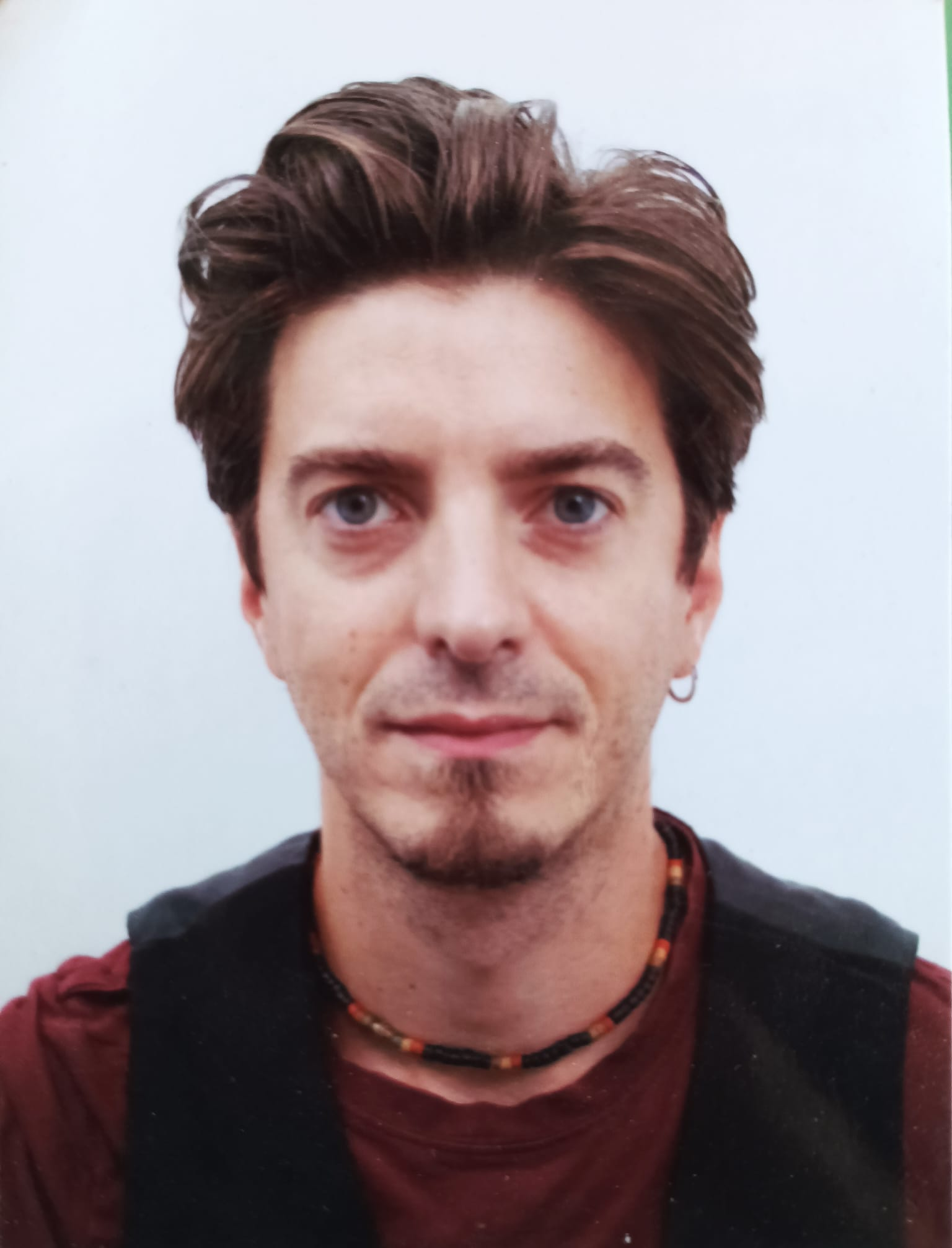
l'attore e regista Fabrizio Falco

Vincitore del premio Premio Marcello Mastroianni al Festival di Venezia nel 2012 e del Premio Ubu come miglior attore under 35 nel 2015.

## Biografia
Nato a Messina e cresciuto a Palermo, si è poi trasferito a Roma dove ha frequentato l'Accademia Nazionale d'Arte Drammatica, diplomandosi nel 2010. Alterna l'attività tra teatro e cinema, debuttando in una pellicola cinematografica nel 2012.  A teatro è stato diretto, tra gli altri da Mario Ferrero, Lorenzo Salveti, Massimiliano Farau, Walter Manfrè, Silvio Peroni, Francesco Saponaro, Andrea De Rosa, Roberto Andò, Valerio Binasco, Carlo Cecchi e Luca Ronconi. Nel 2015 è stato diretto da Luca Ronconi in Lehman Trilogy, ultimo progetto del regista.
Nel 2013 realizza il suo primo spettacolo in veste di regista e interprete: Partitura P, uno studio su Pirandello.
Dal 2015 inizia una collaborazione con il Teatro Stabile di Torino che porterà alla realizzazione di Ritratto d'Italia, da Giacomo Leopardi (in coproduzione con le vie dei festival di Roma), Galois, di Paolo Giordano e L'illusion Comique, di Pierre Corneille.
Nel 2019 collabora con Emilia Romagna Teatro realizzando Arizona, di Juan Carlos Rubio con Laura Marinoni.
Dal 2020 collabora con il Teatro Biondo Stabile di Palermo, realizzando Il misantropo di Moliere, Closer di Patrick Marber e ricoprendo anche il ruolo di tutor della scuola di teatro.
Nel 2021 partecipa allo spettacolo Madina, creazione di Mauro Bigonzetti su una partitura di Fabio Vacchi, produzione del Teatro alla Scala di Milano con Roberto Bolle.
È il rappresentante e socio fondatore insieme ad altri colleghi dell'APS "Incontroteatro".

## Filmografia
- È stato il figlio, regia di Daniele Ciprì (2012)
- Bella addormentata, regia di Marco Bellocchio (2012)
- La buca, regia di Daniele Ciprì  (2014)
- Maraviglioso Boccaccio, regia di Paolo e Vittorio Taviani (2015)
- Le ultime cose, regia di Irene Dionisio (2016)
- Blue Kids, regia di Andrea Tagliaferri (2017)
- La memoria del mondo, regia di Mirko Locatelli (2022)
- Lo scuru, regia di Giuseppe William Lombardo (in lavorazione).

### Cortometraggi
- Surreale provvisorio, cortometraggio, regia di Daniele Ciprì (2014)
- La lotta, cortometraggio, regia di Marco Bellocchio (2018)
- La strada vecchia, cortometraggio, regia di Damiano Giacomelli (2019)

### Televisione
- Ho sposato uno sbirro 2. Regia di Andrea Barzini (2010)
- Don Matteo 8, (protagonista di puntata). Regia di Giulio Base (2011)
- Un attore in cerca d'autore, sulle tracce di Pirandello. Regia di Felice Cappa (2017)
- Flash, regia di Valerio Vestoso (2020)
- The place of life, regia di Maria Sole Tognazzi e Nicola Sorcinelli (in lavorazione).

## Teatro
- Sogno d’una notte d’estate di W.Shakespeare. Regia di Carlo Cecchi. Produzione Teatro Stabile delle Marche (2010)
- Cock di M.Batlett. Regia di Silvio Peroni. Produzione Infinito, nidi di ragno con P. Pisani (2012)
- In cerca d'autore. Studio sui sei personaggi da L. Pirandello. Regia di Luca Ronconi. Produzione Centro Teatrale Santacristina e Piccolo Teatro di Milano (2012)
- Il panico di R.Spregelburd. Regia di Luca Ronconi. Produzione Piccolo Teatro di Milano (2013)
- Partitura P , uno studio su Pirandello, da L. Pirandello. Regia di Fabrizio Falco. Produzione Minimo Comune Teatro (2013)
- Celestina di M.Garneau da F. De Rojas. Regia di Luca Ronconi. Produzione Piccolo Teatro di Milano (2014)
- Ritratto d'Italia da G.Leopardi. Regia di Fabrizio Falco. Produzione Teatro Stabile Torino, le vie dei festival, in collaborazione con Minimo Comune Teatro (2015)
- Lehman Trilogy di S.Massini. Regia di Luca Ronconi. Produzione Piccolo Teatro di Milano (2015)
- Fedra di Seneca. Regia di Andrea De Rosa. Produzione Produzione Emilia Romagna Teatro e Teatro Stabile di Torino (2015)
- Galois di P.Giordano. Regia di Fabrizio Falco. Produzione Teatro Stabile Torino, in collaborazione con Minimo Comune Teatro e officine Einaudi (2016)
- L'illusion Comique di P.Corneille. Regia di Fabrizio Falco. Produzione Teatro Stabile Torino, in collaborazione con Centro Teatrale Santacristina (2018)
- Edipo a Colono di Sofocle. Regia di Yannis Kokkos. Produzione INDA, Teatro greco di Siracusa (2018)
- La tempesta di W.Shakespeare. Regia di Roberto Andò. Produzione Teatro Biondo Stabile di Palermo (2019)
- Il giardino della memoria di M. Lo Cascio. Regia di Maurizio Spicuzza. Produzione Teatro Biondo Stabile di Palermo (2019)
- Il ragazzo dell'ultimo banco di H. Mayorga. Regia di Jacopo Gassman. Produzione Piccolo Teatro di Milano (2019)
- Arizona di J.C Rubio. Regia di Fabrizio Falco. Produzione Emilia Romagna Teatro (2019)
- Misantropo di Moliere. Regia di Fabrizio Falco. Produzione Teatro Biondo Stabile di Palermo (2021)
- Molto rumore per nulla di W. Shakespeare. Regia di Silvio Peroni. Produzione Teatro Stabile di Torino (2021)
- Madina. Creazione di Mauro Bigonzetti su partitura di Fabio Vacchi. Produzione Teatro Alla Scala, Milano (2021)
- Closer di P.Marber. Regia di Fabrizio Falco. Produzione Teatro Biondo Stabile di Palermo e Casa del contemporaneo (2022)
- Don Giovanni involontario di V.Brancati. Regia di Francesco Saponaro. Produzione Teatro Biondo Stabile di Palermo (2022)
- Molière Uanmensciò. Scritto, diretto e interpretato da Fabrizio Falco. Produzione Casa del contemporaneo (2022)

## Riconoscimenti
- Festival di Venezia
  - 2012 – Premio Marcello Mastroianni per È stato il figlio e Bella addormentata[6]
- Ciak d'oro
  - 2013 – Candidatura come miglior attore non protagonista per È stato il figlio[1]
- Nastro d'argento
  - 2013 – Candidatura come migliore attore non protagonista per È stato il figlio e Bella addormentata[1]
- Premio Ubu
  - 2015 - Premio Ubu a Nuovo attore o attrice (under 35)